# Lounis Ait Menguellet

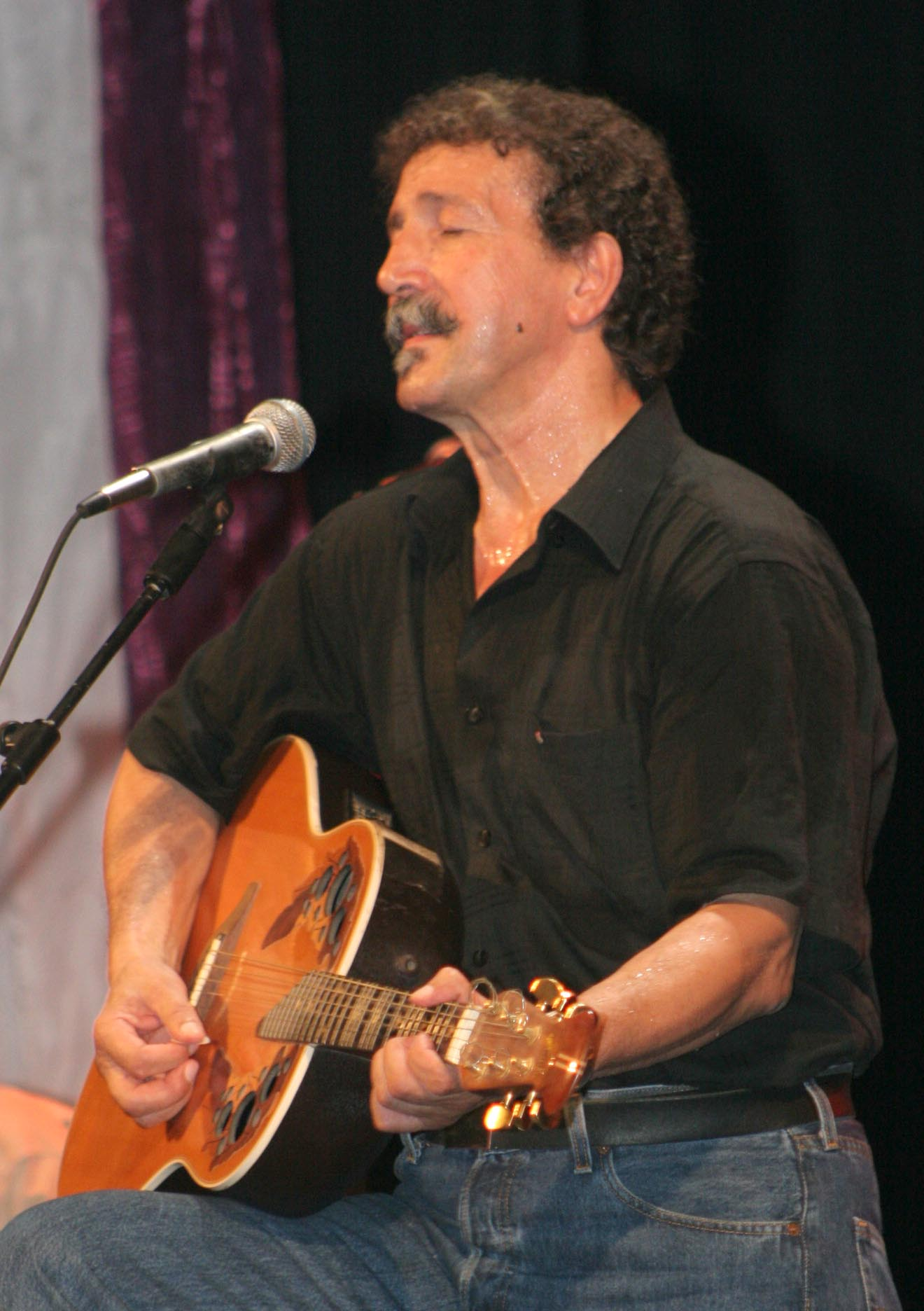
Lounis Aït Menguellet

Lounis Aït Menguellet (Kabylië, Algerije, 17 januari 1950) is een Noord-Afrikaanse zanger. Hij is een Berber uit de Algerijnse streek Kabylië. Hij dicht en zingt in het Berbers.
Sinds het einde van de jaren zestig schreef hij honderden gedichten en liederen en groeide hij uit tot een van de populairste zangers van Algerije. In zijn maatschappijkritische teksten voert hij een poëtische strijd tegen onderdrukking en onrecht, en maakt hij zich net zoals Matoub Lounès dat deed onder meer sterk voor de taal en cultuur van de Berbers. Zijn engagement heeft hem naast talloze bewonderaars tevens de nodige vijanden opgeleverd. Zo werd hij in de jaren tachtig al eens tot een celstraf veroordeeld en was hij in 2001 het slachtoffer van grof lichamelijk geweld.
- Bibliothèque nationale de France: cb121436940 (data)
- Gemeinsame Normdatei: 121596079
- International Standard Name Identifier: 0000 0001 0782 0624
- Library of Congress Control Number: nr91012701
- MusicBrainz: 9d78abad-fbd8-4ec6-9b64-1feb1e1e817c
- Nationale Bibliotheek van Israël: 987007441925405171
- Nederlandse Thesaurus van Auteursnamen: 099848481
- Réseau des bibliothèques de Suisse occidentale: 02-A002955570
- Système universitaire de documentation: 029911761
- Virtual International Authority File: 57474031
- WorldCat: E39PBJmP37QfPtwg3Vy7XywQv3